# Final Resolution
Final Resolution foi um evento Impact Plus de luta profissional realizado pela Impact Wrestling em dezembro. Inicialmente introduzido como um pay-per-view pela TNA em 2005, o evento ocorreu originalmente em janeiro até 2008, quando a TNA mudou o evento para dezembro daquele ano, com dois Final Resolutions ocorrendo naquele ano. Em 11 de janeiro de 2013, a TNA anunciou que apenas quatro PPVs seriam produzidos naquele ano, com Final Resolution entre os títulos descartados. Seria produzido como um episódio especial do programa semanal de televisão Impact Wrestling da TNA em 2013 e foi revivido como um especial mensal para o Impact Plus em 2020.

## Eventos
| #                                        | Evento                              | Data                   | Localização          | Local                 | Evento principal | Ref(s) |
| ---------------------------------------- | ----------------------------------- | ---------------------- | -------------------- | --------------------- | --- | ------ |
| 1                                        | Final Resolution (2005)             | 16 de janeiro de 2005  | Orlando, Flórida     | TNA Impact! Zone      | Jeff Jarrett (c) vs. Monty Brown pelo Campeonato Mundial dos Pesos Pesados da NWA |        |
| 2                                        | Final Resolution (2006)             | 15 de janeiro de 2006  | Orlando, Flórida     | TNA Impact! Zone      | Christian Cage and Sting vs. Jeff Jarrett e Monty Brown em uma luta de duplas |        |
| 3                                        | Final Resolution (2007)             | 14 de janeiro de 2007  | Orlando, Flórida     | TNA Impact! Zone      | Abyss (c) vs. Christian Cage vs Sting in a Three Way Elimination match for the NWA World Heavyweight Championship |        |
| 4                                        | Final Resolution (Janeiro de 2008)  | 6 de janeiro de 2008   | Orlando, Flórida     | TNA Impact! Zone      | Kurt Angle (c) vs. Christian Cage for the TNA World Heavyweight Championship | [ 1 ]  |
| 5                                        | Final Resolution (Dezembro de 2008) | 7 de dezembro de 2008  | Orlando, Flórida     | TNA Impact! Zone      | The Main Event Mafia (TNA World Heavyweight Champion Sting, Booker T, Kevin Nash, and Scott Steiner) vs. The TNA Front Line (A.J. Styles, Brother Devon, Brother Ray, and Samoa Joe) in an Eight Man Tag Team Match for the TNA World Heavyweight Championship | [ 2 ]  |
| 6                                        | Final Resolution (2009)             | 20 de dezembro de 2009 | Orlando, Flórida     | TNA Impact! Zone      | A.J. Styles (c) vs. Daniels for the TNA World Heavyweight Championship |        |
| 7                                        | Final Resolution (2010)             | 5 de dezembro de 2010  | Orlando, Flórida     | TNA Impact! Zone      | Jeff Hardy (c) vs. Matt Morgan for the TNA World Heavyweight Championship with Mr. Anderson as Special Guest Referee |        |
| 8                                        | Final Resolution (2011)             | 11 de dezembro de 2011 | Orlando, Flórida     | Impact Wrestling Zone | Bobby Roode (c) vs. A.J. Styles in a 30 minute Iron Man match for the TNA World Heavyweight Championship | [ 3 ]  |
| 9                                        | Final Resolution (2012)             | 9 de dezembro de 2012  | Orlando, Flórida     | Impact Wrestling Zone | Jeff Hardy (c) vs. Bobby Roode for the TNA World Heavyweight Championship |        |
| 10                                       | Final Resolution (2013)             | 19 de dezembro de 2013 | Orlando, Flórida     | Impact Wrestling Zone | Magnus vs. Jeff Hardy in a Dixieland match in the final round of the tournament for the vacant TNA World Heavyweight Championship |        |
| 11                                       | Final Resolution (2020)             | 12 de dezembro de 2020 | Nashville, Tennessee | Skyway Studios        | Rich Swann (c) vs. Chris Bey for the Impact World Championship | [ 4 ]  |
| (c) - refere-se ao campeão antes da luta |                                     |                        |                      |                       | |        |